# Гонки с дьяволом
«Гонки с дьяволом» — кинофильм 1975 года производства США, триллер.

## Сюжет
Из Техаса в Колорадо в туристическом доме на колёсах путешествуют две супружеские пары. Случайно они становятся свидетелями сатанинского ритуала — человеческого жертвоприношения. Члены сатанинской секты решают уничтожить нежеланных свидетелей и пускаются за ними в погоню…

## В ролях
| Актёр            | Роль         |
| ---------------- | ------------ |
| Питер Фонда      | Роджер Марш  |
| Уоррен Оутс      | Фрэнк Стюарт |
| Лоретта Свит     | Элис         |
| Лара Паркер      | Келли        |
| Роберт Армстронг | шериф Тейлор |
| Пол Партейн      | Кол Метерс   |

## Съёмочная группа
- Режиссёр: Джек Старретт
- Продюсер: Уэс Бишоп
- Сценарист: Ли Фрост, Уэс Бишоп
- Оператор: Роберт Джессап